# ادوارد سوس
ادوارد سوس (انگلیسی: Eduard Suess; ۲۰ اوت ۱۸۳۱ – ۲۶ آوریل ۱۹۱۴) یک دانشمند در زمینه زمین‌شناسی اهل اتریش بود که در زمینه جغرافیای آلپ تخصص داشت. او ارائه‌دهنده فرضیه دو عارضه مهم جغرافیایی ابرقاره گوندوانا و اقیانوس تتیس است.
وی همچنین برندهٔ جوایزی همچون مدال کاپلی شده است.